# Apollon citharède (Vatican)
Apollon citharède (Apollo Citharoedus, « Apollon à la cithare »), aussi connu comme Apollo Musagetes (« Apollon, chef des Muses ») est une statue colossale en marbre du IIe siècle. Elle représente Apollon et a été réalisée par un artiste romain inconnu. C'est un exemple important du type de statue d'Apollo Citharoedus.

## Description et historique
Apollon est ici couronné de lauriers et porte une longue robe flottante. La statue a été trouvée avec sept statues des Muses, près de Tivoli, en Italie, en 1774, dans les ruines de la villa de Cassius. Elle est aujourd'hui conservée dans la salle des Muses, debout avec les sept statues, au sein du musée Pio-Clementino du groupe des Musées du Vatican à Rome.